# Discosporina deplanata
Discosporina deplanata är en svampart som först beskrevs av Franz von Höhnel, och fick sitt nu gällande namn av von Höhnel 1927. Discosporina deplanata ingår i släktet Discosporina, divisionen sporsäcksvampar och riket svampar.   Inga underarter finns listade i Catalogue of Life.